# 54. Oscar-gála
Az 54. Oscar-gálát, a Filmakadémia díjátadóját 1982. március 29-én tartották meg. Warren Beatty filmje a Vörösök, amely John Reed a száguldó riporter életéről szólt, 12 jelöléssel indult versenybe. Az angol Tűzszekerek viszont elnyerte a film és Jane Fonda filmje az Aranytó mindkét főszereplői díjat kapta meg. Katharine Hepburn negyedik Oscar díját szerezte meg, a súlyos beteg 76 éves Henry Fonda első díját kapta (41 évvel ezelőtt jelölték először), ezzel ő lett a legidősebb férfi főszereplő az Oscar történetében. Talán ez is közrejátszott abban hogy a Filmakadémia tervezett szigorítását visszavonták, más nem vehette volna át a díjat csak a kitüntettet, így Jane Fonda vehette át édesapja díját, Henry Fonda négy hónap múlva hunyt el.
Szabó István filmje nyerte a legjobb idegen nyelvű film Oscarját a Mephisto-val.
Steven Spielberg és George Lucas közös filmje Az elveszett frigyláda fosztogatói négy kisebb díjat nyert, díszlet, hang effektus, vágás és látvány kategóriákban, a közönség és a mozibevételek alapján a negyedik legjobb amerikai film lett.

## Kategóriák és jelöltek
nyertesek félkövérrel jelölve

### Legjobb film
- Tűzszekerek (Chariots of Fire) – Enigma, The Ladd Company/Warner Bros. – David Puttnam
  - Az aranytó (On Golden Pond) – ITC Films/IPC Films, Universal – Bruce Gilbert
  - Atlantic City – International Cinema Corporation, Paramount – Denis Heroux
  - Az elveszett frigyláda fosztogatói (Raiders of the Lost Ark) – Lucasfilm, Paramount – Frank Marshall
  - Vörösök – J.R.S., Paramount – Warren Beatty

### Legjobb színész
- Henry Fonda – Az aranytó (On Golden Pond)
  - Warren Beatty – Vörösök
  - Burt Lancaster – Atlantic City
  - Dudley Moore – Arthur
  - Paul Newman – A szenzáció áldozata

### Legjobb színésznő
- Katharine Hepburn – Az aranytó (On Golden Pond)
  - Diane Keaton – Vörösök (Reds)
  - Marsha Mason – Only When I Laugh
  - Susan Sarandon – Atlantic City
  - Meryl Streep – A francia hadnagy szeretője (The French Lieutenant's Woman)

### Legjobb férfi mellékszereplő
- John Gielgud – Arthur
  - James Coco – Csak ha nevetek
  - Ian Holm – Tűzszekerek (Chariots of Fire)
  - Jack Nicholson – Vörösök
  - Howard Rollins – Ragtime

### Legjobb női mellékszereplő
- Maureen Stapleton – Vörösök
  - Melinda Dillon – A szenzáció áldozatai
  - Jane Fonda – Az aranytó (On Golden Pond)
  - Joan Hackett – Csak ha nevetek
  - Elizabeth McGovern – Ragtime

### Legjobb rendező
- Warren Beatty – Vörösök
  - Hugh Hudson – Tűzszekerek (Chariots of Fire)
  - Louis Malle – Atlantic City
  - Mark Rydell – Az aranytó (On Golden Pond)
  - Steven Spielberg – Az elveszett frigyláda fosztogatói (Raiders of the Lost Ark)

### Legjobb eredeti történet
- Tűzszekerek (Chariots of Fire) – Colin Welland
  - Arthur – Steve Gordon
  - Atlantic City – John Guare
  - A szenzáció áldozata – Kurt Luedtke
  - Vörösök – Warren Beatty, Trevor Griffiths

### Legjobb adaptált forgatókönyv
- Az aranytó (On Golden Pond) – Ernest Thompson saját színműve alapján
  - A francia hadnagy szeretője – Harold Pinter forgatókönyve John Fowles regénye alapján
  - Filléreső – Dennis Potter művéből
  - A város hercege – Jay Presson Allen és Sidney Lumet forgatókönyve Robert Daley könyve alapján
  - Ragtime – Michael Weller forgatókönyve E. L. Doctorow regénye alapján

### Legjobb operatőr
- Vittorio Storaro, Vörösök
  - Miroslav Ondricek, Ragtime
  - Douglas Slocombe, Az elveszett frigyláda fosztogatói (Raiders of the Lost Ark)
  - Alex Thomson, Excalibur
  - Billy Williams, Az aranytó (On Golden Pond)

### Látványtervezés és díszlet
- Norman Reynolds, Leslie Dilley; Michael D. Ford (Díszlet) – Az elveszett frigyláda fosztogatói (Raiders of the Lost Ark)
  - Assheton Gorton, Ann Mollo – A francia hadnagy szeretője
  - Tambi Larsen, James L. Berkey – A mennyország kapuja
  - John Graysmark, Patrizia von Brandenstein, Tony Reading, George DeTitta Sr., George DeTitta, Jr., Peter Howitt – Ragtime
  - Richard Sylbert, Michael Seirton – Vörösök

### Legjobb vágás
- Az elveszett frigyláda fosztogatói (Raiders of the Lost Ark) – Michael Kahn
  - Tűzszekerek (Chariots of Fire) – Terry Rawlings
  - The French Lieutenant's Woman – John Bloom
  - Az aranytó (On Golden Pond) – Robert L. Wolfe
  - Reds – Shirley Russell

### Legjobb vizuális effektus
- Ben Burtt, Richard L. Anderson – Az elveszett frigyláda fosztogatói (Raiders of the Lost Ark) – (hang effektus)

### Legjobb idegen nyelvű film
- Mephisto (Magyarország) – Mafilm, Manfred Durniok Produktion, Objektív Studió – Manfred Durniok producer – Szabó István rendező
  - A csónak megtelt (Das Boot ist voll) (Svájc) – Limbo Film AG – George Reinhart producer – Markus Imhoof rendező
  - A vasember (Człowiek z żelaza) (Lengyelország) – Film Polski Film Agency, Zespół Filmowy X – producer – Andrzej Wajda rendező
  - Muddy River (泥の川; Doro no kava) (Japán) – Daiei Studios, Kimura Productions – Motoyasu Kimura producer – Kôhei Oguri rendező
  - Three Brothers (Tre fratelli) (Olaszország) – Gaumont Pictures, Iterfilm – Antonio Macri, Giorgio Nocella producerek – Francesco Rosi rendező

### Legjobb eredeti filmzene
- Tűzszekerek (Chariots of Fire) – Vangelis
  - A sárkányölő (Dragonslayer) – Alex North
  - Az aranytó (On Golden Pond) – Dave Grusin
  - Ragtime – Randy Newman
  - Az elveszett frigyláda fosztogatói (Raiders of the Lost Ark) – John Williams

## Statisztika

### Egynél több jelöléssel bíró filmek
- 12: Reds
- 10: On Golden Pond
- 8: Ragtime, Raiders of the Lost Ark
- 7: Chariots of Fire
- 5: Atlantic City, The French Lieutenant's Woman
- 4: Arthur
- 3: Absence of Malice, Only When I Laugh, Filléreső
- 2: Dragonslayer

### Egynél több díjjal bíró filmek
- 4: Chariots of Fire, Raiders of the Lost Ark
- 3: On Golden Pond, Reds
- 2: Arthur

## Külső hivatkozások
- Az 1982. év Oscar-díjasai az Internet Movie Database-ben